# جي بي سلوفينيان استريا 2021
جي بي سلوفينيان استريا 2021 هو سباق دراجات هوائية، وهو الموسم رقم 7 من جي بي إيزولا، وأقيم في 21 مارس 2021، وامتدّ لمسافة 156.5 كيلومتر، وضمن سباقات طواف أوروبا للدراجات 2021، وشارك فيه 112 متسابقاً ووصل إلى نهايته 55 متسابقاً.
فاز بالمركز الأول ميركو مايستري، وبالمركز الثاني Leonardo Marchiori ‏، وبالمركز الثالث Daniel Smarzaro ‏.

## التصنيف العام النهائي
| التصنيف العام         | التصنيف العام         | التصنيف العام | التصنيف العام                   | التصنيف العام |
| العداء                | العداء                | البلد         | الفريق                          | الوقت         |
| --------------------- | --------------------- | ------------- | ------------------------------- | ------------- |
| 1                     | ميركو مايستري         | إيطاليا       | بردياني سي إس إف فايزاني        | 3 س 56 د 00 ث |
| 2                     | Leonardo Marchiori ‏   | إيطاليا       | أندروني جوكاتولي-سيدرمك ‏        | + 0 ث         |
| 3                     | Daniel Smarzaro ‏      | إيطاليا       | D'Amico–UM Tools ‏               | + 0 ث         |
| 4                     | Antti-Jussi Juntunen ‏ | فنلندا        | فريق تطوير امبلر ‏               | + 0 ث         |
| 5                     | David Luković ‏        | صربيا         | CCN Metalac Sunbelt ‏            | + 0 ث         |
| 6                     | Tomáš Bárta ‏          | التشيك        | توبفوركس لابيير ‏                | + 0 ث         |
| 7                     | ميكيل ريم             | إستونيا       | Mazowsze Serce Polski ‏          | + 0 ث         |
| 8                     | Petr Kelemen ‏         | التشيك        | إلكوف كاسبر ‏                    | + 0 ث         |
| 9                     | Tilen Finkšt ‏         | سلوفينيا      | Team Ljubljana Gusto Santic ‏    | + 0 ث         |
| 10                    | Lars Boven ‏           | هولندا        | Visma–Lease a Bike Development ‏ | + 0 ث         |
| مصدر: ProCyclingStats |                       |               |                                 |               |

## وصلات خارجية
- الموقع الرسمي
- لمحة عن سباق جي بي سلوفينيان استريا 2021 على موقع  ProCyclingStats   (برو  سايكلنج  ستاتس) - إحصاءات  محترفي  الدراجات.
- جي بي سلوفينيان استريا 2021 على موقع إحصائيات الدراجات الإحترافية (الإنجليزية)